# Paperino e il conte di Montecristo
Paperino e il conte di Montecristo è una storia a fumetti del 1957 scritta da Guido Martina e disegnata da Luciano Bottaro. La storia è una parodia del romanzo Il conte di Montecristo (1844-1846) di Alexandre Dumas padre.

## Trama

### Prima parte
Per un errore burocratico, a Gastone Paperone viene inviata l'autorizzazione a costruire una ferrovia fra Paperopoli e Vallechiara che era stata invece richiesta da Paperon de' Paperoni. Gastone obbliga quindi lo zio a dividere a metà i profitti. I due però si rendono conto che il tracciato passa esattamente sulla casa di Paperino, che si rifiuta di vendere loro il territorio. Poco dopo, Gastone si imbatte in centomila dollari in banconote da mille e apprende che essi sono il frutto di una recente rapina in banca. Gastone quindi architetta un piano per togliere a Paperino la sua casa: travestitosi da mendicante, entra in casa di Paperino per chiedergli un bicchiere d'acqua e gli consegna una delle banconote, quindi nasconde nella casa il resto della refurtiva e una lettera falsificata che possa far accusare Paperino del coinvolgimento nel furto. Nel frattempo Paperino usa i soldi per organizzare una festa di compleanno a Paperina (a cui invita anche zio e cugino) e per regalarle una collana di perle. Ma durante la festa la polizia, chiamata da Gastone, irrompe in casa e trova la refurtiva e la lettera, quindi Paperino viene arrestato e imprigionato benché egli si dichiari innocente. Nella sua cella Paperino scopre un passaggio segreto sotto una mattonella del pavimento, da cui emerge il decrepito abate Faria: rinchiuso nel castello d'If, ha scavato un tunnel sotterraneo e ha vagato per oltre cento anni fino ad arrivare a Paperopoli. I due fanno cadere il secondino nella galleria scavata da Faria, e quest'ultimo decide di rimanere nella cella regalando a Paperino la mappa per un tesoro di pirati nascosto nell'isola di Montecristo. Il papero si nasconde in un sacco di farina avariata, così viene gettato in mare. Qui Paperino deve sfuggire a uno squalo, riuscendo ad approdare sfinito su un isolotto.

### Seconda parte
L'isolotto è frequentato da alcuni contrabbandieri comandati da Pietro Gambadilegno, il quale si accorge della presenza di Paperino. Quest'ultimo viene prima obbligato ad aiutarli a caricare della merce sul loro battello, e successivamente tramortito e abbandonato su un'altra isola. Qui Paperino trova una parte del tesoro di Montecristo, portata lì da Edmond Dantès oltre un secolo prima. Dopo aver costruito una zattera, Paperino si imbarca con il tesoro riuscendo ad arrivare sulla costa americana. Una settimana dopo, una volta cambiato il tesoro in denaro liquido, libera Qui, Quo e Qua dalle angherie di un oste per cui erano obbligati a lavorare dopo la demolizione della loro casa. Alcuni giorni dopo, la ferrovia viene terminata e Paperone decide di destinarla solo a miliardari, ma viene a sapere che nessun miliardario è più intenzionato ad andare a Vallechiara. Insieme a Gastone egli intraprende quindi un viaggio sulla propria linea ferroviaria per indagare. Arrivato a destinazione, Paperone si accorge che a Vallechiara è sorta la Repubblica dei Ragazzi, da un'idea di un benefattore che ha comprato il terreno e l'ha regalato ai ragazzi; egli ha inoltre pagato la cauzione di Faria, che è l'unico abitante adulto del luogo. Tale benefattore si rivela essere Paperino, che con uno stratagemma spinge Gastone e Paperone a confessare il loro raggiro. I due vengono quindi sottoposti al giudizio del tribunale dei ragazzi, che li condanna a smantellare l'ormai inutile ferrovia e a ricostruire la casa di Paperino. Quest'ultimo, pur avendo dato fondo a tutto il suo patrimonio per vendicarsi, dichiara di essere comunque felice poiché soltanto da povero può riposare tranquillo.

## Caratterizzazione dei personaggi
Paperino e il conte di Montecristo fa parte del filone delle parodie Disney ambientate in epoca contemporanea in cui i personaggi dei fumetti conservano le loro identità vivendo vicende che ricalcano quelle dell'opera originaria, sebbene in questo caso siano presenti anche elementi del romanzo. Qui Paperino ricopre il ruolo di Edmond Dantès, Paperone quello del barone Danglars e Gastone quello di Fernand Mondego. Secondo l'esperto di fumetti Disney Alberto Becattini, la sceneggiatura e la caratterizzazione grafica di alcuni personaggi sarebbero influenzate dai fumetti statunitensi contemporanei realizzati da Al Taliaferro, Carl Barks e Floyd Gottfredson. L'italianista Giovanni Vito Distefano afferma che questa storia presenterebbe "un'interpretazione di Paperino per più versi eccezionale, in cui egli si dimostra ardito, generoso e soprattutto
capace, come quasi mai gli accade, di non subire gli eventi ma di essere lui [...] a prevalere sulle macchinazioni dei suoi antagonisti e a determinare da sé, infine, il proprio e l'altrui destino".

## Edizioni
La storia fu pubblicata per la prima volta in due parti su Topolino n. 159 del 25 marzo 1957 e n. 160 del 10 aprile. Come altre parodie Disney di opere letterarie, ha ottenuto numerose ristampe in Italia, la prima delle quali nel primo numero della testata I classici di Walt Disney del dicembre 1957, pochi mesi dopo la pubblicazione originale su Topolino. Successivamente fu ristampata anche autonomamente in volume. Nella maggior parte dei casi le ristampe contengono modifiche ai testi, alla colorazione o alle tavole, dirette prevalentemente ad adattare la storia a pubblicazioni di formato diverso e a rimuovere riferimenti alla pubblicazione in due parti. La storia è stata pubblicata anche in diverse altre nazioni europee e in Brasile.